# Neuwittenbek
Neuwittenbek (dolnoniem. Niewittenbek, duń. Ny Vittenbæk) – miejscowość i gmina w Niemczech, w kraju związkowym Szlezwik-Holsztyn, w powiecie Rendsburg-Eckernförde, wchodzi w skład urzędu Dänischer Wohld.